# Знаменитый
Знаменитый — упразднённый посёлок (в 1934—1957 годах — рабочий посёлок) в Ширинском районе Республики Хакасия России. На момент упразднения входил в состав Ефремкинского сельсовета.

## География
По географическим картам посёлок Знаменитый обозначался в двух местах, на месте села Белая Пильня (упразднено в 1965 г.) и посёлка Шипилинск (упразднён в 1976 г).

## История
В 1906 году в отрогах Кузнецкого Алатау (ныне хребет Знаменитовские Гольцы) была открыта золотоносная жила «Знаменитая». В том же году на жиле было основано несколько рудников Белый, Знаменитый и пр. Рудники принадлежали Иваницкому К. И. В стане Шипилинский находились золотоизвлекательная фабрика и контора Знаменитого рудника.
В 1934 году селение при прииске Знаменитый было отнесено к категории рабочих поселков и образован поссовет. В 1941 г в состав поссовета входило 7 населённых пунктов: рудник Знаменитый, прииск Таскалак, Сухой Лог, Тургаюл, улус Половинка.
В 1952 году рудник Знаменитый был закрыт, а все производственные сооружения вывезены. Население посёлка стало его покидать.
В 1957 года Знаменитовский поссовет был упразднен, рабочий посёлок отнесен к сельским населённым пунктам и присоединён к Чебаковскому сельсовету. По всей видимости с этого времени за посёлком закрепляется название Шипилинск. В 1963 году посёлок передан во вновь образованный Ефремкинский сельсовет. Решением Красноярского крайисполкома от 24.12.1976 г. № 743-29 посёлок Шипилинск исключен из административно-территориального учёта.

## Население
По переписи 1939 года в посёлке проживало 5512 человек, в том числе 2606 мужчин и 2906 женщин.